# Europese kampioenschappen indooratletiek 1994
De Europese kampioenschappen indooratletiek 1994 werden van 11 tot en met 13 maart 1994 gehouden in het Palais Omnisports de Paris-Bercy in de Franse hoofdstad Parijs. Het was de vierde maal dat de kampioenschappen in Frankrijk werden gehouden en de eerste maal in Parijs.

## Medailles

### Mannen
| Onderdeel            | Goud                               | Goud     | Zilver                              | Zilver   | Brons                                | Brons    |
| -------------------- | ---------------------------------- | -------- | ----------------------------------- | -------- | ------------------------------------ | -------- |
| 60 m                 | Colin Jackson Verenigd Koninkrijk  | 6,49     | Alexandros Terzian Griekenland      | 6,51     | Michael Rosswess Verenigd Koninkrijk | 6,54     |
| 200 m                | Daniel Sangouma Frankrijk          | 20,68    | Vladyslav Dolohodin Oekraïne        | 20,76    | Georgios Panagiotopoulos Griekenland | 20,99    |
| 400 m                | Du'aine Ladejo Verenigd Koninkrijk | 46,53    | Michail Vdovin Rusland              | 46,56    | Rico Lieder Duitsland                | 46,82    |
| 800 m                | Andrej Loginov Rusland             | 1.46,38  | Luis Javier González Spanje         | 1.46,69  | Ousmane Diarra Frankrijk             | 1.47,18  |
| 1500 m               | David Strang Verenigd Koninkrijk   | 3.44,57  | Branko Zorko Kroatië                | 3.44,64  | Abdelkader Chékhémani Frankrijk      | 3.44,65  |
| 3000 m               | Kim-Lars Bauermeister Duitsland    | 7.52,34  | Ovidiu Olteanu Roemenië             | 7.52,37  | Rodney Finch Verenigd Koninkrijk     | 7.53,99  |
| 60 m horden          | Colin Jackson Verenigd Koninkrijk  | 7,41     | Gheorghe Boroi Roemenië             | 7,57     | Mike Fenner Duitsland                | 7,58     |
| 5000 m snelwandelen  | Michail Sjtsjennikov Rusland       | 18.34,32 | Ronald Weigel Duitsland             | 18.40,32 | Denis Langlois Frankrijk             | 18.43,20 |
| Verspringen          | Dietmar Haaf Duitsland             | 8,15     | Konstantinos Koukodimos Griekenland | 8,09     | Bogdan Tudor Roemenië                | 8,07     |
| Hink-stap-springen   | Leonid Volosjin Rusland            | 17,44    | Denis Kapoestin Rusland             | 17,35    | Vasili Sokov Rusland                 | 17,31    |
| Hoogspringen         | Dalton Grant Verenigd Koninkrijk   | 2,37     | Jean-Charles Gicquel Frankrijk      | 2,35     | Wolf-Hendrik Beyer Duitsland         | 2,33     |
| Polsstokhoogspringen | Pjotr Botsjkarjov Rusland          | 5,90     | Jean Galfione Frankrijk             | 5,80     | Igor Trandenkov Rusland              | 5,75     |
| Kogelstoten          | Oleksandr Bahatsj Oekraïne         | 20,66    | Dragan Perić Joegoslavië            | 20,55    | Pétur Guðmundsson IJsland            | 20,04    |
| Zevenkamp            | Christian Plaziat Frankrijk        | 6268     | Henrik Dagård Zweden                | 6119     | Alain Blondel Frankrijk              | 6084     |

### Vrouwen
| Onderdeel           | Goud                           | Goud     | Zilver                           | Zilver   | Brons                             | Brons    |
| ------------------- | ------------------------------ | -------- | -------------------------------- | -------- | --------------------------------- | -------- |
| 60 m                | Nelli Cooman Nederland         | 7,17     | Melanie Paschke Duitsland        | 7,19     | Patricia Girard Frankrijk         | 7,19     |
| 200 m               | Galina Maltsjoegina Rusland    | 22,41    | Silke-Beate Knoll Duitsland      | 22,96    | Jacqueline Poelman Nederland      | 23,43    |
| 400 m               | Svetlana Gontsjarenko Rusland  | 51,62    | Tatjana Aleksejeva Rusland       | 51,77    | Viviane Dorsile Frankrijk         | 51,92    |
| 800 m               | Natalya Dukhnova Wit-Rusland   | 2.00,42  | Ella Kovacs Roemenië             | 2.00,49  | Carla Sacramento Portugal         | 2.01,12  |
| 1500 m              | Jekaterina Podkopajeva Rusland | 4.06,46  | Ljoedmila Rogatsjova Rusland     | 4.06,60  | Małgorzata Rydz Polen             | 4.06,98  |
| 3000 m              | Fernanda Ribeiro Portugal      | 8.50,47  | Margareta Keszeg Roemenië        | 8.55,61  | Anna Brzezińska Polen             | 8.56,90  |
| 60 m horden         | Yordanka Donkova Bulgarije     | 7,85     | Jeva Sokolova Rusland            | 7,89     | Anne Piquereau Frankrijk          | 7,91     |
| 3000 m snelwandelen | Annarita Sidoti Italië         | 11.54,32 | Beate Gummelt Duitsland          | 11.56,01 | Jelena Arsjintseva Rusland        | 11.57,48 |
| Hink-stap-springen  | Inna Lasovskaja Rusland        | 14,88    | Anna Birjoekova Rusland          | 14,72    | Sofiya Bozhanova Bulgarije        | 14,52    |
| Verspringen         | Heike Drechsler Duitsland      | 7,06     | Ljudmila Ninova Oostenrijk       | 6,78     | Inessa Kravets Oekraïne           | 6,72     |
| Hoogspringen        | Stefka Kostadinova Bulgarije   | 1,98     | Desislava Aleksandrova Bulgarije | 1,96     | Sigrid Kirchmann Oostenrijk       | 1,96     |
| Kogelstoten         | Astrid Kumbernuss Duitsland    | 19,44    | Larisa Pelesjenko Rusland        | 19,16    | Svetla Mitkova-Sınırtaş Bulgarije | 19,09    |
| Vijfkamp            | Larissa Nikitina Rusland       | 4801     | Rita Ináncsi Hongarije           | 4775     | Urszula Włodarczyk Polen          | 4668     |

### Medailleklassement
| Plaats | Land                | Goud | Zilver | Brons | Totaal |
| 1      | Rusland             | 9    | 7      | 3     | 19     |
| 2      | Verenigd Koninkrijk | 5    | 0      | 2     | 7      |
| 3      | Duitsland           | 4    | 4      | 3     | 11     |
| 4      | Frankrijk           | 2    | 2      | 7     | 11     |
| 5      | Bulgarije           | 2    | 1      | 2     | 5      |
| 6      | Oekraïne            | 1    | 1      | 1     | 3      |
| 7      | Nederland           | 1    | 0      | 1     | 2      |
| 7      | Portugal            | 1    | 0      | 1     | 2      |
| 9      | Italië              | 1    | 0      | 0     | 1      |
| 9      | Wit-Rusland         | 1    | 0      | 0     | 1      |
| 11     | Roemenië            | 0    | 4      | 1     | 5      |
| 12     | Griekenland         | 0    | 2      | 1     | 3      |
| 13     | Oostenrijk          | 0    | 1      | 1     | 2      |
| 14     | Hongarije           | 0    | 1      | 0     | 1      |
| 14     | Joegoslavië         | 0    | 1      | 0     | 1      |
| 14     | Kroatië             | 0    | 1      | 0     | 1      |
| 14     | Spanje              | 0    | 1      | 0     | 1      |
| 14     | Zweden              | 0    | 1      | 0     | 1      |
| 19     | Polen               | 0    | 0      | 3     | 3      |
| 20     | IJsland             | 0    | 0      | 1     | 1      |
| Totaal | Totaal              | 27   | 27     | 27    | 81     |

1970 ·
1971 ·
1972 ·
1973 ·
1974 ·
1975 ·
1976 ·
1977 ·
1978 ·
1979 ·
1980 ·
1981 ·
1982 ·
1983 ·
1984 ·
1985 · 
1986 · 
1987 · 
1988 · 
1989 · 
1990 · 
1992 · 
1994 · 
1996 · 
1998 · 
2000 · 
2002 · 
2005 · 
2007 · 
2009 ·
2011 ·
2013 ·
2015 ·
2017 ·
2019 ·
2021 ·
2023 ·
2025
Belgische medaillewinnaars · Nederlandse medaillewinnaars